# Cordas vocais

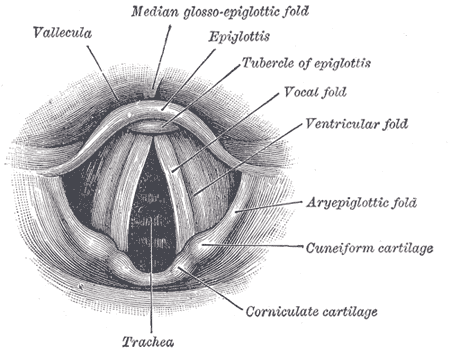
Vista laringoscópica das cordas vocais; çegenda em inglês

As cordas vocais, também denominadas pregas vocais, são um tecido musculoso, situadas no interior da laringe. O ar advindo dos pulmões as fazem vibrar produzindo o som. Este processo ocorre através de propriedades biomecânicas e possibilita a comunicação oral do ser humano. As pregas são fibras elásticas que se distendem ou se relaxam pela ação dos músculos da laringe com isso modulando e modificando o som e permitindo todos os sons que produzimos enquanto falamos ou cantamos.
A vibração das pregais vocais é muito rápidas, cuja frequência é de mais 100 vezes por segundo. Enquanto ocorre a vibração, as estruturas do trato vocal (cavidades da boca, garganta e a passagem nasal) entram em ressonância  produzindo várias ondas harmônicas, amplificando e moldando o som. Como cada pessoa possui uma "caixa de ressonância" diferente, a forma com que o som sai, ou seja, a voz de cada indivíduo (ou timbre) varia.
Todo o ar inspirado e expirado passa pela laringe e as pregas, estando relaxadas, não produzem qualquer som, pois o ar passa entre elas sem vibrar. Quando falamos ou cantamos, o cérebro envia mensagens pelos nervos até os músculos que controlam as cordas vocais que fazem a aproximação das cordas de modo que fique apenas um espaço estreito entre elas. Quando o diafragma e os músculos do tórax empurram o ar para fora dos pulmões, isso produz a vibração das cordas vocais e consequentemente o som. O controle da altura do som se faz aumentando-se ou diminuindo-se a tensão das cordas vocais.

## Extensão vocal
A frequência natural da voz humana é determinada pelo comprimento das cordas vocais. Assim mulheres que têm as pregas mais curtas possuem voz mais aguda que os homens com pregas mais longas. É por esse mesmo motivo que as vozes das crianças são mais agudas do que as dos adultos. A mudança de voz costuma ocorrer na puberdade que é provocada pela modificação das pregas que de mais finas mudam para uma espessura mais grossa. Este fato é especialmente relevante nos indivíduos do sexo masculino. O comprimento e a espessura das cordas vocais determinam, tanto para o sexo masculino, como para o feminino, a extensão vocal e o registro de alcance das notas produzidas vocalmente.
A laringe e as pregas vocais não são os únicos órgãos responsáveis pela fonação. Os lábios, a língua, os dentes, o véu palatino e a boca corroboram também para a formação  dos sons .

## Funções das pregas vocais
A fonação é apenas uma das funções exercidas pelas pregas vocais, além de fonar elas apresentam as seguintes atividades:
- Proteção das vias aéreas superiores. Assim como a epiglote, toda vez que deglutimos as pregas vocais se fecham.
- Selamento laríngeo.